# MKS Grudziądz
MKS Grudziądz – polski klub piłki ręcznej mężczyzn (od 2011 jednosekcyjny) z siedzibą w Grudziądzu, założony w 1998. W sezonie 2014/2015 zespół przegrał baraże o pierwszą ligę z Warszawianką Warszawa, by sezon później bezpośrednio awansować do zaplecza PGNiG Superligi.

## Historia

### Międzyszkolny Klub Sportowy
jest kontynuacją tradycji piłki ręcznej w Grudziądzu, która datuje się od roku 1950.
W tym czasie powołano sekcję Piłki Ręcznej przy klubie sportowym „RUCH” Grudziądz, działający przy dużych zakładach przemysłu gumowego „Pe-Pe-Ge" znanego w kraju jak i za granicą z produkcji obuwia sportowego, obuwia zawodowego, materacy turystycznych oraz tratw ratowniczych.
W ówczesnym czasie w klubie działały prócz piłki ręcznej, piłka nożna, koszykówka, boks, hokej na trawie, lekkoatletyka oraz szachy.
W 1950 roku powstała sekcja 11 – osobowej piłki ręcznej tzw. szczypiorniak, która brała udział w rozgrywkach ligowych (II liga) aż do baraży o wejście do I ligi – rok 1960 i 1961.
Barwy reprezentowali zawodnicy: Czubek Józef, Krysik Gerard, Korczak Eugeniusz, Józefowicz Bronisław, Penski Bronisław, Pulkowski Felicjan i wielu innych.
Od roku 1967 w Polsce zapanowała niepodzielnie piłka ręczna w wersji 7 – osobowej.
W 1968 roku klub przyjął nazwę „STOMIL”, drużyna pod nową nazwą zdobywała pięciokrotnie Mistrza Okręgu (daw. woj. Toruńskie, Włocławskie, Bydgoskie) lata 1971 – 1976.
Męska piłka ręczna w Grudziądzu pod szyldem „STOMIL” istniała do roku 1991, trudna sytuacja gospodarcza w kraju miała wpływ również na grudziądzkie zakłady przemysłu gumowego.
To wszystko spowodowało, że główny promotor wycofał się z finansowania sportu w Grudziądzu, powoli sekcje STOMILU zaczęły zawieszać swoją działalność w tym również piłka ręczna. Ostatni sezon „STOMIL Grudziądz” w III lidze (obecna II liga) rozegrał w 1990/1991, zajmując 6 miejsce.
W roku 1998 zebrało się grono działaczy, byłych zawodników i miłośników sport, którzy postanowili reaktywować sekcje koszykówki i piłki ręcznej w Grudziądzu, przyjmując nazwę nowo powstałego klubu na: Międzyszkolny Klub Sportowy Grudziądz.
Powstały Zarząd Założycielski MKS Grudziądz, wybrał Prezesa klubu, pozostał nim były koszykarz, świetny pedagog oraz propagator sportu młodzieżowego śp. Krzysztof Kupczyk.
W roku 2000 po raz pierwszy w rozgrywkach wojewódzkich wystąpili piłkarze ręczni z rocznika 86/87 a trenerem pozostał Sylwester Ziółkowski, w roku następnym wystąpili po raz pierwszy w DMP Juniorów Młodszych w Białej Podlaskiej. Sezon 2001/2002 to Mistrzostwo Województwa Młodzików rocznik 88/89.
Od tego okresu sekcja piłki ręcznej rozwija się dynamicznie, rokrocznie są zgłaszane następne roczniki we wszystkich kategoriach wiekowych.
W 2005 roku powstała pierwsza drużyna seniorów oparta na juniorach, wychowankach, która awansowała do II ligi mężczyzn w roku 2006, gdzie w 2015 roku udało się awansować do zaplecza PGNiG Superligi.
Od 2011 roku, klub pozostał jedno sekcyjny, sekcja piłki koszykowej wystąpiła z klubu.

## Największe sukcesy MKS Grudziądz
| Mistrzostwo województwa                                                                                    | Mistrzostwa Polski Młodzieżowców | II liga                                 |
| --- | -------------------------------- | --------------------------------------- |
| 2001/2002 Młodzik                                                                                          | 2009 – Wicemistrz Polski – Płock | 2006/2007 – V msc.                      |
| 2004/2005 Junior młodszy                                                                                   | 2010 – IV msc. – Koszalin        | 2007/2008 – III msc.                    |
| 2007/2008 Junior                                                                                           |                                  | 2012/2013 – IV msc.                     |
| 2012/2013 Junior                                                                                           |                                  | 2013/2014 II msc. – baraż o I Ligę      |
| 2012 – I msc. OSM – Tarnów, Kadra Wojewódzka i zawodnicy MKS Grudziądz (Szwejkowski Filip i Prietz Tomasz) |                                  | 2014/2015 - Historyczny awans do I Ligi |

## Władze klubu
Adres:
ul. Nauczycielska 19
86-300 Grudziądz
- Prezes:  Mateusz Cieślakiewicz
- Wiceprezes: Natalia Lamkowska
- Trener: Sebastian Rumniak